# Crne Lokve
Crne Lokve (en cyrillique : Црне Локве) est un village de Bosnie-Herzégovine. Il est situé sur le territoire de la Ville de Široki Brijeg, dans le canton de l'Herzégovine de l'Ouest et dans la fédération de Bosnie-et-Herzégovine. Selon les premiers résultats du recensement bosnien de 2013, il compte 163 habitants.

## Démographie

### Évolution historique de la population dans la localité
| 1948 | 1953 | 1961 | 1971 | 1981 | 1991 | 2013 |
| ---- | ---- | ---- | ---- | ---- | ---- | ---- |
| -    | -    | 859  | 758  | 483  | 357  | 163  |

|  |